# استراتفور
استراتفور، (به انگلیسی: Stratfor) موسسه‌ای تحقیقاتی است که با انتشار یک بولتن رایانامه روزانه تحلیل‌ها، اطلاعات و پیش‌بینی‌های راهبردی را در مورد مسائل بین‌المللی و تهدیدهای امنیتی در اختیار نهادهای دولتی و شرکت‌های خصوصی چند ملیتی قرار می‌دهد. دفتر مرکزی شرکت پیش‌بینی‌های راهبردی استراتفور در شهر آستین ایالت تگزاس، ایالات متحده آمریکا واقع شده‌است.
شرکت استراتفور هیچ‌گاه نام و فهرستی از مشتریان‌اش را اعلام نکرده، اما در دسامبر سال ۲۰۱۱ میلادی، گروهی از هکرها موسوم به «گروه آنانیموس» موفق به هک نام و اطلاعات و هم‌چنین کارت‌های اعتباری هزاران مشتری شرکت استراتفور شدند. بر اساس اطلاعات منتشر شده توسط سایت افشاگر ویکی‌لیکس، از میان برخی مشتریان شرکت استراتفور می‌توان به شرکت‌هایی چون داو کمیکال، لاکهید مارتین، نورثروپ گرومن و ریتیون و نیز آژانس‌های دولت ایالات متحده آمریکا، از جمله وزارت امنیت داخلی ایالات متحده آمریکا، آژانس اطلاعات دفاعی ایالات متحده آمریکا و تفنگداران دریایی ایالات متحده آمریکا اشاره کرد.